# The Palisades (Antarktika)
The Palisades (englisch für Die Palisaden) sind ein steiles Kliff in der antarktischen Ross Dependency. Dieses liegt auf der Westseite des Cotton-Plateaus in der Queen Elizabeth Range und überragt östlich die Mündung des Marsh-Gletschers in den Nimrod-Gletscher.
Die Nordgruppe einer von 1961 bis 1962 durchgeführten Kampagne im Rahmen der New Zealand Geological Survey Antarctic Expedition (1961–1962) benannte das Kliff nach seiner Ähnlichkeit mit Palisaden, die zur Uferbefestigung an einer Flussmündung dienen.